# О’Ши, Дара
Дара Джозеф О’Ши (англ. Dara Joseph O'Shea; родился 4 марта 1999, Дублин) — ирландский футболист, защитник английского клуба «Ипсвич Таун» и сборной Ирландии.

## Клубная карьера
Уроженец Дублина, О’Ши начал футбольную карьеру в местном клубе «Сент-Кевинс Бойз». В 2015 году стал игроком академии клуба «Вест Бромвич Альбион». Сезон 2017/18 провёл в аренде в клубе «Херефорд», выступавшем в Южной лиге. Помог команде выиграть Премьер-дивизион и выйти в Северную Национальную лигу.
В августе 2018 года отправился в аренду в «Эксетер Сити». В сезоне 2018/19 провёл за клуб 27 матчей в Лиге 2.
В январе 2020 года подписал новый трёхлетний контракт с «Вест Бромвич Альбион». 9 февраля 2020 года забил свой первый гол за «дроздов» в матче Чемпионшипа против «Миллуолла».

## Карьера в сборной
Выступал за сборные Ирландии до 17, до 18, до 19 лет и до 21 года. 14 октября 2020 года дебютировал за главную сборную Ирландии в матче против сборной Финляндии.